# Grand Canyon (Tomita)
Grand Canyon is een studioalbum van Isao Tomita and The Plasma Symphony Orchestra (zijn arsenaal aan apparatuur). De duur van de langspeelplaat is dusdanig kort dat heden ten dage het meer een Extended Play genoemd zou worden. Na echt bekende composities te hebben bewerkt naar elektronische muziek, kwam in 1982 een album met een compositie die voornamelijk in de Verenigde Staten bekend is; de Grand Canyon Suite van Ferde Grofé uit 1931. Binnen de klassieke muziek in Europa is het werk grotendeels onopgemerkt gebleven. Tomita volgde Grofé in de delen. Het album is anno 2010 niet meer in de handel.

## Musici
- Isao Tomita - synthesizers

## Muziek
| Nr. | Titel          | Duur |
| --- | -------------- | ---- |
| 1.  | Sunrise        | 5:16 |
| 2.  | Painted Desert | 6:57 |
| 3.  | On the Trail   | 7:08 |
| 4.  | Sunset         | 4:41 |
| 5.  | Cloudburst     | 8:44 |

Op sommige van de compact disc is vanwege de oorspronkelijke kortheid een bewerkte compositie van Leroy Anderson meegeperst: Syncopated Clock (2:27).